# Ida da Lorena
Ida da Lorena (Lorena, 1040 — Bolonha, 13 de abril de 1113), conhecida também como Beata Ida da Lorena ou, erroneamente, como Santa Ida, foi uma condessa de Bolonha no século XII. Não foi canonizada, mas é considerada uma bem-aventurada.

## Biografa
Segundo se consta evitou o uso de uma ama-de-leite para seus filhos. Em vez disso, ela amamentou-os para garantir que eles não fossem contaminados pela moral ausente de ideais e carismas. Quando eles participaram na Primeira Cruzada, com o reconhecido valor e posição que a História lhes reconhece, Ida contribuiu fortemente para suas despesas.
Após a morte de seu marido usou parte da sua riqueza para fundar vários mosteiros.

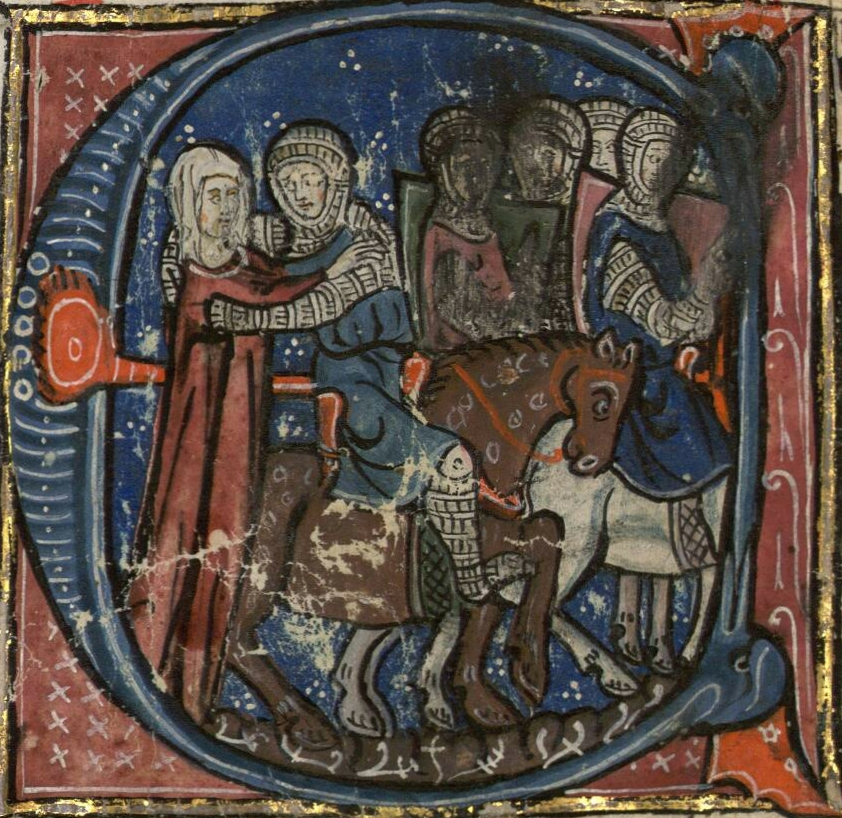
Ida se despedindo de seu filho

Ela manteve correspondência com o bispo Anselmo de Cantuária que chegaram aos nossos dias. 
Tornou-se cada vez mais envolvida na vida da igreja, no entanto, por estudos actuais percebesse que não chegou a se tornar exactamente uma freira, como se pensava, mas que pertenceria à ordem terceira beneditina, aos "Oblatos Seculares da Ordem de São Bento.
Tem a sua festividade católica a 13 de Abril.

## Dados genealógicos
Filha de:
- Godofredo III da Baixa Lorena, duque da Baixa Lorena, conde de Louvaina e de Verdu. E de Dona Doda, de quem se desconhece a sua proveniência e ascendência.

Casou com:
- Eustácio II, conde de Bolonha

Teve como filhos:
- Eustácio III de Bolonha, conde de Bolonha.
- Godofredo de Bulhão, conquistador de Jerusalém.
- Balduíno I de Jerusalém, conde de Edessa e o 1.º monarca do Reino Latino de Jerusalém.